# Бедфорд (феодальное владение)
Бедфорд (англ. Honour of Bedford) — феодальная барония (онор) в Бедфордшире, образованная после нормандского завоевания Англии.

## История
История баронии Бедфорд связана с родом Бошанов из Бедфорда, первый представитель которого, Гуго де Бошан, появился в Англии после нормандского завоевания, где, согласно «Книге Страшного суда» (1086 год), получил множество поместий в нескольких графствах. Основные его владения располагались в Бедфордшире, где у Гуго было 40 поместий, в которых он был главным арендатором и 19, где он был субарендатором. Также в его собственности находились некоторые поместья, располагавшиеся в Бакингемшире и Хартфордшире. Вероятно, что эти владения Гуго приобрёл посредством брака с Матильдой, дочерью и наследницей Ральфа де Тельебуа, кастеляна Бедфордского замка и шерифа Бедфордшира, и Азелины, владевшей поместьями в Бедфордшире и Кембриджшире по собственному праву. Ядро владений Бошана составили земли, которыми до нормандского завоевания владел Эскил из Уэйра. При этом наследование Бошаном владений Ральфа де Тельебуа, умершего до 1086 года, пытался оспорить Гуго де Гранмесниль. Благодаря владению поместьями в Бедфордшире Гуго стал феодальным бароном Бедфорда. Размер владений Гуго в Бедфордшире составлял около 160 гайд и он уже к 1086 году крупнейшим землевладельцем в графстве. Размер баронии составлял 45 рыцарских фьефов. Также под управлением Гуго оказался англосаксонский замок в Бедфорде, на месте которого позже была построена нормандская цитадель. Вероятно, что замок был ему пожалован Вильгельмом II Рыжим.
Старший сын Гуго, Симон I де Бошан, унаследовал отцовские владения около 1114/1118 года, а также получил должность кастеляна нового Бедфордского замка, построенного вместо прежнего. В 1136 году Симон был стюард королевского двора, но вскоре после этого умер, оставив в качестве наследницы дочь.
В 1137 году король Стефан Блуаский выдал дочь Симона за Гуго де Бомона, младшего брата Роберта де Бомона, графа Лестера, и Галерана де Бомона, граф де Мёлана, игравшими ведущие роли в управлении Англией в это время. В том же году Гуго получил от короля ещё титул графа Бедфорда. Но подобное вызвало недовольство племянников Симона, Миля и Пейна де Бошан, считавших, что король лишает их законных владений. Миль, который в это время был кастеляном Бедфордского замка, отказался передавать его Гуго, в итоге замок был осаждён королевской армией и Гуго был вынужден его оставить. После этого Миль перешёл на сторону противницы Стефана, императрицы Матильды, которая признала его права. В 1141 году Миль смог ненадолго вновь получить замок. Но окончательно вопрос о наследстве Бошанов был решён уже после того, как в 1154 году королём Англии стал сын Матильды, Генрих II Плантагенет.
После смерти Миля и Пейна около 1155 года бароном стал несовершеннолетний сын последнего, Симон II де Бошан, опекаемый матерью, Рохезой де Вер.

## Феодальные бароны Бедфорда
- до 1086 — около 1114/1118: Гуго де Бошан (умер около 1114/1118), феодальный барон Бедфорда, шериф Бедфордшир[англ.] или Бакингемшира[англ.] между 1070 и 1089 годами, шериф Бакингемшира[англ.] в 1087 году[2][3][7][13].
- около 1114/1118 — 1136/1137: Симон I де Бошан (умер 1136/1137), феодальный барон Бедфорда с около 1114/1118 года, кастелян Бедфордского замка, стюард королевского двора в марте-апреле 1136 года, сын предыдущего[3][7][9][13].
- 1136/1137 — 1141/1142: Ne де Бошан, дочь предыдущего[3][7][13].
  - 1137—1141/1142 Гуго де Бомон (умер после 1141), граф Бедфорд в 1137—1141, муж предыдущей[3][7][11][13].
- 1141/1142 — 1142/1153: Миль де Бошан (умер около 1142/1153), феодальный барон Бедфорда, кастелян Бедфордского замка, сын Роберта де Бошана, брата Симона I[3][7][11][13].
- 1142/1153 — около 1155: Пейн де Бошан (умер около 1155), феодальный барон Бедфорда, брат предыдущего[3][7][12][13].
- около 1155—1207: Симон II де Бошан (умер в 1207), феодальный барон Бедфорда с около 1155, кастелян Бедфордского замка, шериф Бедфордшира и Бакингемшира в 1194—1195, 1196—1197, сын предыдущего[3][7][13][14].
- 1207—1257: Уильям I де Бошан из Бедфорда (умер в 1260), феодальный барон Бедфорда в 1207—1257, сын предыдущего[3][7][13][15].
- 1257—1262: Уильям II де Бошан из Бедфорда (умер в 1262), феодальный барон Бедфорда с 1257, сын предыдущего[3][7][13][16]
- 1263—1265: Джон де Бошан из Бедфорда (после 1241 — 4 августа 1265), феодальный барон Бедфорда с 1262[3][7][13][16]